# Дональд Туск
До́нальд Франці́шек Туск (пол. Donald Franciszek Tusk; каш. Donôld Frãcëszk Tusk; нар. 22 квітня 1957, Ґданськ, ПНР) — польський та європейський політик кашубського походження, прем'єр-міністр Польщі (2007—2014; з 2023), Голова Європейської Ради (2014—2019), співзасновник і голова партії «Громадянська платформа», колишній заступник голови Сенату. Був заступником голови партії «Союз Свободи», у 1980-х роках брав участь у діяльності руху «Солідарність».

## Біографія
Народився 22 квітня 1957 у сім'ї ремісника в м. Ґданськ на балтійському узбережжі Польщі. Після закінчення ліцею з 1976 до 1980 навчався на історичному факультеті Ґданського університету. Ще в університеті брав участь у діяльності профспілки Солідарність. Закінчив університет 1980 року, захистив дипломну роботу зі встановлення культу особи Юзефа Пілсудського в передвоєнній польській пресі. Автор понад 200 публікацій. Написав декілька популярних книжок: «Був собі Ґданськ», «Ґданськ 1945 р.», «Старий Сопот».

## Політична діяльність
Політичну діяльність почав після закінчення університету. 1980 року став одним із засновників «Незалежного руху польських студентів» (NZSP). Із запровадженням воєнного стану в Польщі 1981 року нелегально заснував журнал «Огляд політичний», де пропагував переваги ринкової економіки й економічного лібералізму. 1988 року ввійшов до керівництва «Ґданського конгресу лібералів», очолив організовані виступи громадськості проти влади.
1990 року з «Ґданського конгресу лібералів» створили політичну партію — «Ліберально-демократичний конгрес» (ЛДК). Від цієї партії 1991 року був обраний до Сейму. Однак після поразки на виборах 1993 р. за ініціативи Туска (ЛДК) об'єднався з «Демократичним союзом» і створив нову партію — «Союз волі». У новій партії Туск отримав посаду заступника голови партії. У виборах 1997 р. партія отримала 13,4 % голосів виборців і він був обраний до Сенату, де став заступником голови (віцемаршалом сенату). На виборах у «Союзі волі» 2000 р. поступився посадою голови Броніславові Ґеремекові.
Після поразки вийшов із «Союзу волі» і на початку 2001 року разом з однодумцями заснував нову партію — «Громадянська платформа», де обійняв посаду заступника голови партії. У виборах 2001 р. за кількістю отриманих голосів партія посіла третє місце, і Туск стає заступником голови (віцемаршалом) Сейму. У 2003 р. став головою «Громадянської платформи», і на виборах 2005 р. партія отримала 24 % голосів, посіла друге місце, поступившись тільки партії «Право і справедливість» братів Леха і Ярослава Качинських. Того ж року брав участь в президентських виборах — у першому турі посів перше місце з 38 % голосів, але за результатами другого туру 23 жовтня 2005 р. поступився Леху Качинському.
Причиною поразки Туска на парламентських виборах вважають використання чорного піару з боку виборчої команди Леха Качинського, зокрема керівника його передвиборчої кампанії Яцека Курського. Під час кампанії Курський поширив інформацію, що дід Туска під час Другої світової війни служив добровольцем у Вермахті. Насправді з'ясувалось, що дід Йозеф Туск справді був мобілізований до армії, але дезертував після 10 днів і приєднався до польських збройних сил на Заході. За поширення неправдивої інформації Курського виключили з партії «Закон і справедливість».
У жовтні 2007 р. під час дострокових парламентських виборів «Громадянська платформа» набрала 41,5 % голосів і отримала 209 з 460 місць в Сеймі. Національна рада «Громадянської платформи» висунула Туска на посаду прем'єр-міністра країни.
30 серпня 2014 року був обраний Головою Європейської Ради, вступив на посаду 1 грудня 2014. Як президент Європейської Ради Дональд Туск мав відповідати за підготовку та проведення самітів ЄС — у середньому по шість-сім на рік. Він також мав представляти ЄС на самітах Великої Сімки G7 і — разом з президентом Європейської комісії Жаном-Клодом Юнкером — на самітах двадцятки найбільших економік G20. Свої пріоритети — своєрідний маніфест — на посаді президента Європейської Ради Дональд Туск позначив у серії публікацій в офіційному Twitter-акаунті. Тому до маніфесту Дональда Туска увійшли такі тези:
- Захист європейських цінностей, свободи і солідарності від загроз Європейському Союзові та його єдності — і зсередини, і ззовні.
- ЄС повинен бути сильним на міжнародній арені.
- Європа повинна зміцнити свої кордони, підтримувати тих сусідів, які поділяють наші цінності.
- Відносини між Європою і США є спинним мозком спільноти демократій.

У листопаді 2019 року обраний президентом Європейської народної партії, на партійному конгресі за це проголосували 93 % делегатів. Обійняв посаду 1 грудня 2019 року. Подав у відставку 1 червня 2022 року, його змінив на посаді Манфред Вебер.
На парламентських виборах 2023 року відкривав виборчий список Громадянської коаліції у Варшавському окрузі. Коаліція набрала 30,7 % голосів, увівши до парламенту 157 депутатів і 41 сенатора. Дональд Туск отримав мандат депутата 10-го скликання, отримавши 538 634 голоси [77] (на понад 4000 голосів більше, ніж на виборах 2007 року). 19 жовтня Національна рада PO підтвердила кандидатуру Дональда Туска на посаду прем'єр-міністра. Лідери «Третього шляху» та «Нових лівих» також оголосили у спільній заяві, що під час консультацій з президентом Анджеєм Дудою вони вказали його кандидатом на посаду прем'єр-міністра.
10 листопада того ж року Дональд Туск разом з лідерами опозиційних партій: Шимоном Головнею (Polska 2050), Владиславом Косіняком-Камишем (PSL) і Влодзімежем Чажасти та Робертом Бедронем (NL) — підписали коаліційну угоду про формування нового уряду.

### Критика
21 березня 2017 Міністр оборони Польщі Антоній Мацеревич офіційно звернувся до генеральної прокуратури країни з проханням перевірити дії Туска як колишнього польського прем'єр-міністра під час розслідування авіакатастрофи в Смоленську в квітні 2010 року. У своїй заяві Марцевич звинуватив Туска у державній зраді. На думку Мацеревича, Туск не вжив необхідних заходів з розслідування аварії.

### Міграційна криза в Європі: шляхи вирішення
Глава Європейської ради Дональд Туск вважає, що однією з головних умов для вирішення міграційної кризи в Європі є повернення Шенгену. Про це йдеться в його запрошенні керівникам і урядам країн ЄС для проведення неофіційних нарад 7 березня 2016 року, опублікованому на сайті Ради Європи.
«Нам потрібно відновити Шенген. Країни маршруту Західних Балкан і ті, що за межами ЄС, — всі готові і сповнені рішучості повернутися до повного застосування наших загальних правил і рішень, у тому числі Шенгенського кодексу про кордони … Це не вирішить кризу, але це є необхідною попередньою умовою для європейського консенсусу».
Крім того, за його словами, потрібно зміцнити співпрацю з Туреччиною, яка раніше взяла на себе зобов'язання прийняти у себе частину мігрантів, і наростити гуманітарну допомогу в Греції. Пропонувалось передати на потреби мігрантів €700 млн. Наприкінці минулого року з'явилися пропозиції скасувати дію Шенгенської зони на два роки через міграційну кризу, проте 4 грудня 2015 року на засіданні Ради ЄС країни виступили за збереження шенгенського простору. При цьому деякі країни Шенгену, серед яких Австрія, Швеція і Данія, посилили перевірку документів на своїх кордонах. 29 листопада в Брюсселі відбувся саміт ЄС — Туреччина, під час якого обговорювалися питання співпраці між Євросоюзом і Анкарою, зокрема питання мігрантів. Влада Туреччини розраховувала прискорити процес вступу до Євросоюзу в обмін на допомогу у вирішенні міграційної кризи, з якою зіткнулася Європа.
Гостра міграційна криза виникла у зв'язку з бойовими діями на Близькому Сході. З середини 2015 року Європейський союз обговорює квоти країн на прийом біженців.
Отож головними умовами для вирішення міграційної кризи в Європі, на думку Дональда Туска, є такі:
- відновлення Шенгену;
- зміцнення співпраці з Туреччиною;
- нарощення гуманітарної допомоги в Греції.

### Ставлення до України
1 вересня 2014 року на меморіальному заході з нагоди початку Другої світової війни Туск визнав, що в Україні триває війна, і закликав усю Європу стати на захист свого союзника. 15 березня 2015 року Туск назвав санкції проти Росії — одним з найкращих способів підтримки України. 27 квітня під час саміту Україна-ЄС Туск заявив, що проведення реформ в Україні стане найкращою відповіддю агресорові та найкращою пам'яттю про всіх загиблих під час Революції гідності. Він пообіцяв відправити в Україну місію для оцінки потреб країни, щоб надати їй адекватну допомогу.
Допомога Україні в здійсненні реформ, відповідно до Угоди про асоціацію між Україною та ЄС, є офіційною політикою Європейського Союзу, який ввів три етапи санкцій проти Росії і українських сепаратистів у відповідь на анексію Криму і дестабілізацію Донбасу.
Засуджує незаконне ув'язнення українського режисера Олега Сенцова у РФ.

### Переобрання 2017 року
9 березня 2017 року Дональда Туска переобрали на посту Голови Європейської Ради. Переобрання відбулося за підтримки європейських політиків і спротиву Польщі — всі 27 країн проголосували «за». Прем'єр Польщі Беата Шидло написала листа лідерам ЄС з проханням підтримати нового кандидата від Польщі Яцека Саріуш-Вольського і проханням не переобирати Туска. Свої прохання вона аргументувала тим, що Саріуш-Вольський зможе реформувати ЄС, а Туск «перевищував свої повноваження в гострих внутрішніх суперечках і підтримував антидемократичні дії опозиції».

### Переобрання 2023 року
12 грудня 2023 року Дональда Туска було обрано Главою уряду Польщі. Обрання Дональда Прем'єр міністром сталось після провального голосування щодо вотуму довіри до раніше діючого уряду Матеуша Моравецького, після чого, буквально через менш як годину було проведено додаткове голосування за кандидатуру Дональда. Того ж дня, президент Польщі Анджей Дуда підписав рішення щодо складення присяги щодо призначення Ради міністрів, після чого і інші міністри нового уряду склали присяги.

## Особисте життя
Одружений з Малґожатою Туск, має двох дітей: Міхала (1982 року народження) та Катажину (1987 року народження). Захоплюється футболом, був капітаном збірної канцелярії сенату Польщі.

## Нагороди
- 2008 — Орден «Сонце Перу» — Перу[21]
- 2012 — Кавалер Великого хреста Ордена Заслуг — Норвегія[22]
- 2013 — Президентський орден Сяйво — Грузія[23]
- 2014 — Маріїнський Орден Хреста — Естонія[24]
- Орден князя Ярослава Мудрого I ст. (Україна, 11 травня 2019) — за визначний особистий внесок у зміцнення міжнародної єдності та солідарності з Україною у підтримці незалежності та територіальної цілісності, поглиблення відносин між Україною та Європейським Союзом[25][26]